# Сафоново (станция)
Сафо́ново — узловая железнодорожная станция Белорусского направления Московской Железной Дороги в одноимённом городе Смоленской области.

## История
Основана в 1870 году. До 1968 года называлась Дорогобуж, несмотря на то, что сам город Дорогобуж располагается южнее.
- Вокзал станции (до переименования в Сафоново)
- Вокзал станции, 2005 г.

## Описание

### Инфраструктура
Станция имеет вокзальное здание, в котором расположены зал ожидания, кассы и туалеты.
Станция состоит из двух платформ (боковой и островной, обе низкие), соединённых настилом через пути
Навесами и турникетами не оборудована.
Вокзал станции входит в состав Московской дирекций пассажирских обустройств, а пригородное сообщение обеспечивается Смоленским региональным центром АО «ЦППК».

### Расположение
Территориально станция располагается посередине города. Севернее станции расположен автовокзал Сафоново, на котором можно осуществить пересадку на городские, пригородные и междугородные автобусы.

## Движение и путевое развитие
Станция находится на главном ходу Смоленского (Белорусского) направления Московской железной дороги.
От станции отходят две неэлектрифицированных однопутных линии:
- на восток — в сторону станции Владимирский тупик;
- на юго-восток — в сторону посёлка Верхнеднепровский.

### Смоленское (Белорусское) направление МЖД

#### Пригородные поезда
Является конечной для пригородных электропоездов Смоленск — Сафоново и Вязьма — Сафоново. На станции также останавливаются пригородные электропоезда, следующие по маршруту Смоленск — Вязьма (и обратно).

#### Поезда дальнего следования
На станции останавливаются поезда, следующие из Москвы в Брест (и обратно), из Смоленска в Санкт-Петербург (и обратно), а также «Ласточки», следующие по маршруту Москва — Смоленск (и обратно).

### Линия на Владимирский тупик
Пассажирского движения в сторону станции Владимирский тупик нет, однако до 2014 года ходили поезда Смоленск — Владимирский тупик (и обратно), проходившие Сафоново с остановкой, а затем и сокращённые поезда Сафоново — Владимирский тупик.
Линия признавалась убыточной и планировалась к частичному закрытию, однако сохранено (и в определённый момент наращено) грузовое движение до станции Игоревская.

### Линия на Верхнеднепровский
Грузовая линия, идущая в Верхнеднепровский в том числе обслуживает нужды ПАО «Дорогобуж», входящего в группу компаний «Акрон». По некоторым утверждениям линия была грузопассажирской и имела разветвление на Верхнеднепровский и город Дорогобуж.

## Фотогалерея
- Привокзальная территория и торец вокзала
- Вид вокзала со стороны Привокзальной ул.